# Джаятма Вікраманаяке
Джаятма Вікраманаяке (нар. 22 листопада 1990 р.) — міжнародна державна службовиця зі Шрі-Ланки, яка наразі обіймає посаду посланниці Генерального секретаря ООН з питань молоді. Призначена Генеральним секретарем ООН Антоніу Гутеррішем у червні 2017 р. вона змінює Ахмада Альхендаві з Йорданії, який був першим посланником з питань молоді з 2013 по 2017 рік.
До того, як стати посланницею, Вікраманаяке керувала зусиллями з розвитку молоді як на міжнародному, так і на національному рівнях у своїй рідній країні, Шрі-Ланці. У зв’язку з цим вона стала співзасновницею молодіжної організації Hashtag Generation, яка спрямована на підвищення громадянської та політичної активності молодих людей Шрі-Ланки, особливо молодих жінок. Вікраманаяке також була першою у країні молодіжною делегаткою і брала активну участь у запровадженні Всесвітнього дня навичок молоді.

## Раннє життя та освіта
Джаятма Вікраманаяке народилася в прибережному місті Бентота на Шрі-Ланці. Вона закінчила університет Коломбо зі ступенем бакалаврки наук. Під час навчання в університеті Вікраманаяке посіла друге місце в першому конкурсі, організованому Міністерством у справах молоді Шрі-Ланки, щоб відібрати молодих лідерів країни.

## Професійна кар'єра
У 2012 році Вікраманаяке була обрана першою молодіжною делегаткою країни в Організації Об'єднаних Націй і взяла участь у 67-й Генеральній Асамблеї Організації Об'єднаних Націй. У 2013 році Вікраманаяке була призначена членом Міжнародної молодіжної робочої групи Всесвітньої молодіжної конференції 2014 року, яку приймала Шрі-Ланка, і її головною учасницею переговорів. На цій посаді вона надала консультації щодо програми конференції, порядку денного, протоколу та декларації. Виходячи з результатів конференції, Вікраманаяке також відіграла ключову роль у включенні проблем молоді в Порядок денний розвитку на період після 2015 року та у визнанні 15 липня Всесвітнім днем навичок молоді, пропозицією Шрі-Ланки до 69-ї Генеральної Асамблеї ООН.

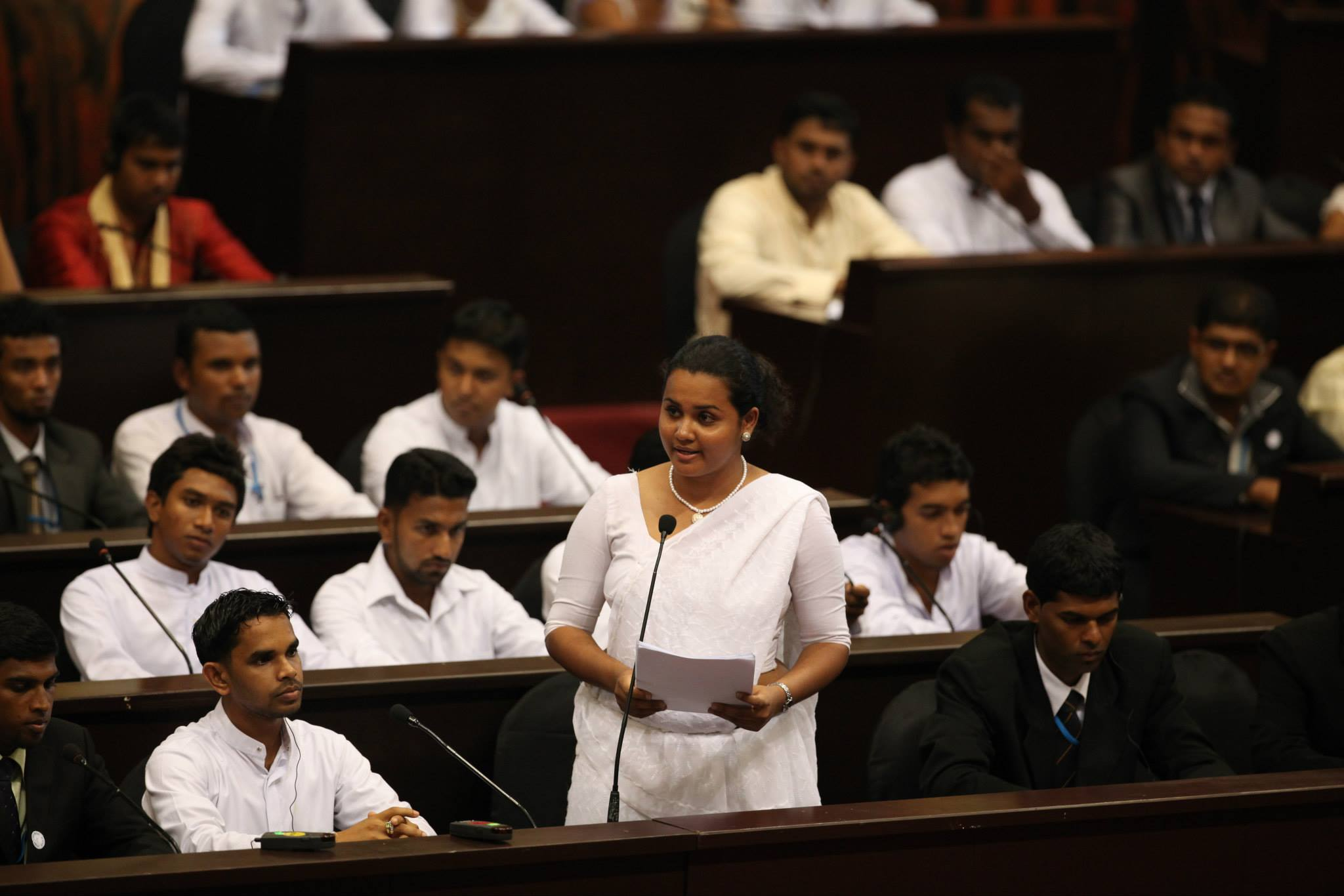
Вікраманаяке виступає перед молодіжним парламентом Шрі-Ланки, щоб привітати тодішнього Верховного комісара з прав людини

Пізніше Вікраманаяке стала сенаторкою у молодіжному парламенті Шрі-Ланки (2013-2015) та керівницею проєкту в Ініціативі з одним текстом (OTI), яка зосереджена на досягненні політичного консенсусу та післявоєнного примирення в країні. Вона також була секретаркою Генерального секретаря парламенту Шрі-Ланки (2016-2017). До того, як обійняти посаду посланниці Генерального секретаря ООН з питань молоді, Вікраманаяке працювала офіцеркою адміністративної служби Шрі-Ланки.

### Генерація хештегів
Разом із трьома іншими колишніми молодіжними делегатами ООН зі Шрі-Ланки Вікраманаяке заснувала молодіжну організацію Hashtag Generation. Метою цього проєкту є розбудова спроможності молоді, особливо молодих жінок, брати участь у політиці в країні. Однією з ініціатив Hashtag Generation є We Govern Sri Lanka, яка використовує ІКТ для розширення прав і можливостей жінок у політиці.

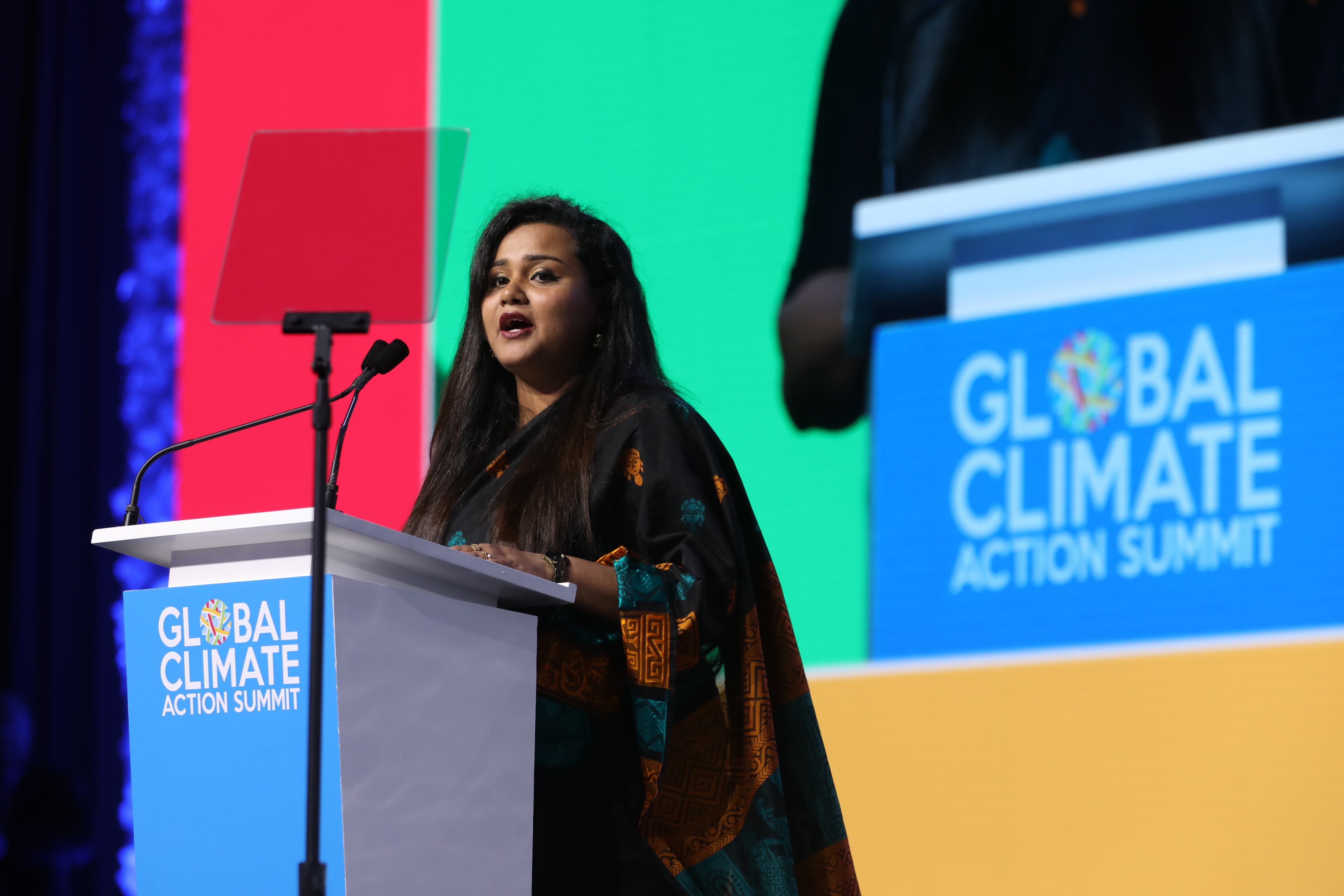
Посланниця Генерального секретаря Організації Об'єднаних Націй з питань молоді Вікраманаяке виступає на Глобальному саміті щодо кліматичних дій у 2018 році

### Роль посланниці Генерального секретаря з питань молоді
У червні 2017 року Вікраманаяке була призначена посланницую Генерального секретаря ООН з питань молоді. У цій ролі вона працює над розширенням залучення, участі та пропагандистських зусиль молоді за чотирма основними напрямками роботи Організації Об’єднаних Націй: розвиток, права людини, мир і безпека та гуманітарна діяльність. Однією з її цілей як Посланниці з питань молоді є «забезпечити голос молоді у всіх цих процесах в ООН», водночас наблизивши ООН до молоді. Вона також наголосила на «необхідності розглядати залучення молодих людей не як обов’язок, а як можливість, і побачити, як ми можемо активно залучати їх до всіх обговорень на всіх рівнях». У листопаді 2019 року вона увійшла до списку наступних 100 світових лідерів журналу Time.
Вікраманаяке також є представницею і радницею Генерального секретаря Організації Об'єднаних Націй як Посланниця з питань молоді.